# Ferskvandskanalen
Ferskvandskanalen, også kendt som Ismaïlia-kanalen, er en kanal i Egypten som blev bygget for at muliggøre bygningen af Suez-kanalen ved at skaffe ferskvand fra Timsah-søen til Suez og Port Said.(p. 267)  Ferskvandskanalen har gjort det muligt at drive landbrug i bebyggelser langs Suez-kanalen og er især vigtig ved at skaffe vand til byen Port Said. Ligesom Suez-kanalen blev den udformet af franske ingeniører. Byggeriet foregik fra 1861 til 1863. Den løber gennem den nu tørlagte sidearm til Nilen Wadi Tumilat, og inddrager dele af en gammel Suezkanal som strakte sig mellem det gamle Cairo og det Røde Hav.(pp. 251–257) 